# Лидия Тасевска
Лидия Тасевска (на македонска литературна норма: Лидија Тасевска) е политик от Северна Македония.

## Биография
Родена е на 10 януари 1970 година в град Куманово, тогава в Социалистическа федеративна република Югославия. Завършва Филологическия факултет на Скопския университет и след това бизнес и управление в Икономически факултет.
В 2016 година е избрана за депутат от Социалдемократическия съюз на Македония в Събранието на Република Македония.
На 15 юли 2020 година отново е избрана за депутат в Събранието от СДСМ.